# Łańcuszek internetowy
Łańcuszek internetowy – spam zawierający w treści polecenie lub prośbę o rozesłanie danej wiadomości do jak największej liczby odbiorców. W stosunkowo krótkim czasie jest przesyłany w sieci w wielu egzemplarzach, co prowadzi do przeciążenia łączy internetowych oraz blokady serwerów.

## Charakterystyka
Motywem działania łańcuszków jest przechwycenie adresów mailowych rzeczywistych i aktywnych użytkowników przez firmy zajmujące się masowym rozsyłaniem niezamawianych informacji reklamowych.
Łańcuszki internetowe mogą być rodzajem marketingu wirusowego, którego celem jest zachęcenie odbiorców do wysłania reklamy do swoich znajomych. Odmianą łańcuszków internetowych są tak zwane wirusy albańskie.
Wiele łańcuszków internetowych pojawiało się na serwisach społecznościowych takich, jak nk.pl lub Facebook.
Powszechnie zalecanym działaniem w przypadku otrzymania listu-łańcuszka jest jego usunięcie i nieprzesyłanie go dalej.